# جذر رقمي
الجذر الرقمي أو المجموع الرقمي لعدد صحيح غير سالب هو رقم ناتج من خلال عملية جمع أرقام ذلك العدد وتكرار العملية حتى يتم الوصول إلى رقم واحد لذلك العدد.
على سبيل المثال الجذر الرقمي للعدد 12345 هو 6 لأن مجموع الارقام في العدد هو 1 + 2 + 3 + 4 + 5 = 15 ثم يتم تكرار عملية الجمع مرة أخرى للعدد النتج 15 ليصبح مجموع 1 + 5 يساوي 6 وهو الجذر الرقمي لذلك العدد.

## خصائص الجذر الرقمي
- إذا قمنا بضرب أي عدد في 9 فسيكون الجذر الرقمي هو 9 دائمًا.
- إضافة الرقم 9 إلى اى عدد لا تؤدي إلى تغيير الجذر الرقمي لهذا العدد.
- إذا قسمنا أي عدد على 9 فسيكون الجذر الرقمي لهذا العدد هو الباقي.